# Association Sportive Saint-Eugénoise
L'Association Sportive Saint-Eugénoise, conegut com a AS Saint-Eugène o ASSE, fou un club de futbol algerià de la ciutat d'Alger.
Va ser fundat el 1908 i desaparegué el 1962, després de la independència del país.

## Palmarès
- Lliga d'Alger de futbol:[3]
  - 1930, 1933, 1936, 1943, 1944, 1952, 1957

- Lliga algeriana de futbol:[3]
  - 1961

- Copa Forconi de futbol:
  - 1955

- Campionat de l'Àfrica del Nord francesa de futbol:[4]
  - 1930

- Copa de l'Àfrica del Nord francesa de futbol:[5]
  - 1950